# Селезнёв, Николай Павлович (Герой Советского Союза)
Никола́й Па́влович Селезнёв (4 апреля 1922, село Тютчево — 2 февраля 1945, Жепин) — Герой Советского Союза.

## Биография
Родился в 1922 году в селе Тютчево, ныне Чаплыгинского района Липецкой области, в семье крестьянина. С 1923 года жил в Мытищах. В 1930 году поступил в 1-й класс школы № 1, а затем, в связи с переездом в район Тайнинка, перешёл в школу № 11. Окончив 7 классов и школы ФЗУ при заводе имени Калинина в Подлипках (ныне территория города Королёв) работал фрезеровщиком. В Красной Армии с 1941 года.
В действующей армии с 1942 года. Четырежды был ранен, каждый раз возвращался в строй. Особо отличился в битве за Днепр.
Помощник командира сапёрного взвода 218-го гвардейского стрелкового полка (77-я гвардейская стрелковая дивизия, 61-я армия, Центральный фронт) гвардии младший сержант Селезнёв в ночь на 26 сентября 1943 года с двумя бойцами переправился на правый берег Днепра у села Неданчичи (Репкинский район Черниговской области) и произвёл разведку места высадки подразделений полка. 27—29 сентября, действуя в качестве командира десантной лодки, умело переправлял через реку личный состав и технику.
Указом Президиума Верховного Совета СССР «О присвоении звания Героя Советского Союза генералам, офицерскому, сержантскому и рядовому составу Красной Армии» от 15 января 1944 года за «образцовое выполнение боевых заданий командования по форсированию реки Днепр и проявленные при этом мужество и героизм» удостоен звания Героя Советского Союза с вручением ордена Ленина и медали «Золотая Звезда».
2 февраля 1945 года погиб в бою. Похоронен в городе Жепин (Польша).

## Память
Его именем названа улица и школа в городе Мытищи.